# 대일항쟁기강제동원피해조사및국외강제동원희생자등지원위원회
대일항쟁기강제동원피해조사및국외강제동원희생자등지원위원회(對日抗爭期强制動員被害調査及國外强制動員犧牲者等支援委員會)는 일제강점기 강제동원 피해의 진상을 규명하여 역사의 진실을 밝히고, 나아가 1965년에 체결된「대한민국과 일본국간의 재산 및 청구권에 관한 문제의 해결과 경제협력에 관한 협정」과 관련하여 국가가 국외 강제동원 희생자와 그 유족 등에게 인도적 차원에서 위로금 등을 지원함으로써 이들의 오랜 고통을 치유하고 국민화합을 도모하기 위해 2010년 3월에 설립된 국무총리 산하 한시조직으로 대일항쟁기강제동원피해조사및국외강제동원희생자등지원위원회 위원장은 차관급 정무직공무원으로 보한다. 존속기간은  2012년 12월 31일까지였으나 기간 내에 위원회의 업무를 완료하기 어려운 경우에는 국회의 동의를 받아 6개월 이내의 범위에서 2회에 한하여 존속기간을 연장할 수 있다는 조항을 근거로 1회 연장하여 2013년 6월 30일까지 존속기한으로 정해졌다. 이후 2회 연장이 추진되어 2013년 12월 31일까지 존속기한이 연장되었다. 2013년 말에 잔여 업무 처리를 위해 2015년 6월 30일까지 또다시 존속기한을 1년 6개월 연장하였다. 또 6개월 연장되어 2015년 12월 31일까지 운영되었으나, 이후 더 이상의 관련법을 마련하지 못하여 2016년 6월 30일자로 공식 해산되었다. 위원회는 위원장 1명을 포함한 11명 이내의 위원으로 구성되었으며 사무국장은 고위공무원 나급(2~3급 상당)의 일반직 또는 별정직공무원으로 보했다. 서울특별시 종로구 새문안로 82 에스타워 8,9층 (신문로 1가 116 세안빌딩)에 있었다.

## 연혁
- 2004년 3월 5일 일제강점하 강제동원피해 진상규명 등에 관한 특별법 제정
- 2004년 11월 10일 일제강점하강제동원피해진상규명위원회 발족
- 2007년 12월 10일 태평양전쟁 전후 국외강제동원희생자 지원법 제정
- 2008년 6월 18일 태평양전쟁전후국외강제동원희생자지원위원회 발족
- 2010년 3월 22일 대일항쟁기 강제동원 피해조사 및 국외강제동원희생자 등 지원에 관한 특별법 제정 공포

- 일제강점하강제동원피해진상규명위원회 및 태평양전쟁전후국외강제동원희생자지원위원회 폐지
- 대일항쟁기강제동원피해조사및국외강제동원희생자등지원위원회 신설

## 주요 업무
- 대일항쟁기 강제동원 피해 진상조사 및 피해판정 불능결정에 관한 사항
- 대일항쟁기 강제동원 피해와 관련된 국내외 자료의 수집·분석 및 유해의 조사와 발굴·수습·봉환에 관한 사항
- 피해자 및 유족의 심사·결정에 관한 사항
- 사료관 및 추도공간 조성에 관한 사항
- 이 법에서 정하고 있는 가족관계등록부의 작성에 관한 사항
- 국외강제동원 희생자 및 그 유족 또는 미수금피해자 및 그 유족에 해당되는지 여부에 관한 사항
- 국외강제동원 생환자에 해당되는지 여부에 관한 사항
- 국외강제동원 희생자의 부상으로 인한 장해의 판정에 관한 사항
- 위로금등의 지급에 관한 사항
- 결과보고서 작성 등에 관한 사항
- 그 밖에 대통령령으로 정하는 사항

## 조직

### 위원 (10인)[6]

#### 분과위원회

##### 사무국장
- 조사심의관
  - 조사1과
  - 조사2과
  - 조사3과
  - 조사4과
- 지원심사관
  - 심사1과
  - 심사2과
  - 심사3과
- 운영지원과
- 기획총괄과

## 같이 보기
- 일제강점하강제동원피해진상규명위원회
- 태평양전쟁전후국외강제동원희생자지원위원회